# Alluaudina mocquardi
Alluaudina mocquardi — вид змій родини Pseudoxyrhophiidae. Ендемік Мадагаскару. Вид названий на честь французького герпетолога Франсуа Моккара.

## Поширення і екологія
Alluaudina mocquardi відомі з типової місцевості, розташованої в заповіднику Анкарана в регіоні Діана на півночі острова Мадагаскар. Вони живуть в сухих тропічних лісах, що ростуть серед карстових скель.

## Збереження
МСОП класифікує цей вид як такий, що перебває під загрозою зникнення. Alluaudina mocquardi загрожує знищення природного середовища.